# Aris Konstantinidis
Aris Konstantinidis (Άρης Κωνσταντινίδης; Atene, 4 marzo 1913 – Atene, 18 settembre 1993) è stato un architetto greco, esponente del modernismo.

## Biografia
Aris Konstantinidis nacque ad Atene e studiò architettura all'Università tecnica di Monaco dal 1931 al 1936, entrando così in contatto con il movimento modernista. Nel 1936 fece ritorno in Grecia e lavorò per l'ufficio di programmazione urbanistica della città di Atene e per il ministero dei lavori pubblici. Fu a capo dell'ente per le case popolari dal 1955 al 1975 e dal 1957 al 1967 anche dell'ufficio tecnico dell'ente nazionale del turismo. Supervisionò la costruzione di una serie di case popolari e di alberghi della catena Xenia, gestiti dall'ente nazionale del turismo. Parallelamente, Konstantinidis progettò e realizzò parecchi progetti come libero professionista, fra i quali l'emblematica Seconda casa di Anavyssos (1962).
Approfondì lo studio dell'architettura tradizionale greca e fra il 1947 e il 1953 pubblicò tre libri, in cui analizzò edifici particolari. Nel 1975 pubblicò uno studio organico completo dell'architettura tradizionale greca, che intitolò Elementi di autoconoscenza: verso una vera architettura, in cui mostra di essere profondamente legato all'architettura tradizionale della sua terra e di come facesse tesoro dell'esperienza del passato per sviluppare un'architettura contemporanea. Nel suo ultimo saggio, intitolato Theoktista ("Costruito da Dio"), l'architetto rimarcò ancora come l'architettura tradizionale e il paesaggio della Grecia fossero i fondamenti su cui basare una moderna pratica architettonica.
Insegnò al Politecnico di Zurigo come visiting professor dal 1967 al 1970. Nel 1978 ricevette una laurea honoris causa dall'Università di Salonicco. Fu nominato membro corrispondente dell'Accademia delle belle arti di Monaco di Baviera.
Con la sua opera, Aris Konstantinidis realizzò soluzioni architettoniche uniche in Grecia, che diedero origine al modernismo greco. Negli anni 1980, la sua opera fu assimilata alla teoria del regionalismo critico da parte degli storici e teorici dell'architettura Alexander Tzonis, Liane Lefaivre e Kenneth Frampton.

## Vita privata
Nel 1951 Konstantinidis sposò la famosa scultrice greca Natalia Mela. I due figli Dimitris Konstantinidis e Alexandra Tsoukala sono rispettivamente un architetto e un tecnico dell'illuminazione.

## Opere principali
- Seconda casa di Anavyssos
- Museo archeologico di Giannina
- Albergo Xenia a Kalambaka
- Albergo Xenia a Micono
- Museo archeologico di Komotini
- Albergo Xenia a Olimpia
- Case popolari ad Atene
- Case popolari a Candia
- Case popolari a Serres
- Case popolari a Pirgo

## Saggi
- 1947- Due villaggi di Micono (Δυο "Χωριά" από τη Μύκονο)
- 1950 - Vecchie case ateniesi (Τα παλιά Αθηναϊκά σπίτια)
- 1953 - Chiese di campagna a Micono (Ξωκλήσια της Μυκόνου)
- 1972 - Vascelli per la vita o il problema di un'architettura autentica (Δοχεία Ζωής ή το πρόβλημα για μια αληθινή αρχιτεκτονική)
- 1975- Elementi di autoconoscenza. Verso una vera architettura (Στοιχεία αυτογνωσίας - Για μιαν αληθινή αρχιτεκτονική)
- 1978 - La vera architettura contemporanea (Σύγχρονη Αληθινή Αρχιτεκτονική)
- 1987 - Sull'architettura (Για την Αρχιτεκτονική)
- 1987 - Peccatori e ladri o il decollo dell'architettura (Αμαρτωλοί και κλέφτες ή Η απογείωση της αρχιτεκτονικής)
- 1989 - Prefazione ai libri futuri Foreword (Τα προλεγόμενα / από τα βιβλία που βρίσκονται στα σκαριά)
- 1991 - Tempismo miserevole - Le Olimpiadi d'oro - Il Museo dell'Acropoli (Η άθλια επικαιρότητα - Η χρυσή ολυμπιάδα - Το μουσείο της ακρόπολης)
- 1992 - Esperienze e fatti - un racconto autobiografico (Εμπειρίες και περιστατικά - μια αυτοβιογραφική διήγηση)
- 1992 - L'architettura dell'architettura - Note da una rivista (Η Αρχιτεκτονική της Αρχιτεκτονικής- Ημερολογιακά σημειώματα)
- 1992 - Aris Konstandinidis - Progetti ed edifici (Αρης Κωνσταντινίδης: Μελέτες και κατασκευές')
- 1992 - "Costruito da Dio" ("Θεόκτιστα")